# Липівка (Дубровський район)
Липівка (рос. Липовка) — селище в Дубровському районі Брянської області Російської Федерації.
Населення становить 90 осіб. Входить до складу муніципального утворення Дубровське міське поселення.

## Історія
Від 2005 року входить до складу муніципального утворення Дубровське міське поселення.

## Населення
| 2010 | 2013 |
| ---- | ---- |
| 103  | ↘90  |